# Bláhnúkur
Der Bláhnúkur (auch: Bláhnjúkur) ist ein 943 m hoher Vulkan in Landmannalaugar im Isländischen Hochland. Er liegt im Gemeindegebiet von Rangárþing ytra. 

## Name
Der Name wurde dem Berg von Pálmi Hannesson gegeben.

## Vulkanismus
Der während der Eiszeit entstandene Vulkan gehört zum Vulkansystem des Torfajökull. 
Er besteht zum größten Teil aus Pechstein, einem rhyolithischen Gestein, welches bei Ausbrüchen unter Eiszeitgletschern entstand, dadurch erklärt sich die ungewöhnliche blaugraue Farbe. Die grünlichen Tuffe, aus denen der Berg besteht, sind weniger fest als Palagonittuffe. Säulen aus saurem Pechstein wechseln sich mit Kissenlaven aus felsischem Gestein ab. Basalt von oft bis zu ein Meter Dicke deckt dieses Gemisch ab.
In der Schlucht Grænagil, die nördlich an seinem Fuße liegt, findet man auch beiges und rötliches Rhyolithgestein sowie grünliche Kupferausfällungen.

## Wandern
Markierte Wanderwege führen auf den Berg, sowie durch die Schlucht Grænagil, die zwischen ihm und dem Lavafeld Laugahraun liegt und auf dieses hinauf. 
Hier kann man auch den Trekkingpfad Laugavegur beginnen, der über die Berge nach Süden in das Tal der Þórsmörk führt. Eine andere, leichtere Variante zum Einstieg auf den Trekkingpfad führt direkt hinter den Hütten über das Lavafeld Laugahraun.

### Fotos
- Photo, Bláhnjúkur rechts im Mittelgrund
- Panoramabild: Blick vom Gipfel des Bláhnúkur

### Wissenschaftliche Artikel
- Torfajökull im Global Volcanism Program der Smithsonian Institution (englisch)